# لورين ميهيو
 لورين كورتني ميهيو  (بالإنجليزية: Lauren C. Mayhew)‏ (27 نوفمبر 1989) مغنية، ممثلة أمريكية، ومذيعة حلقة إي سي دبليو سابقة.

## نشأتها
وُلدت مايهيو لديفيد مايهيو، وشارون مايهيو، في الثامنة من عمرها، شاركت في مسلسل "ذا ريبز" على قناة بي بي إس. وفي سن التاسعة، وصلت إلى نهائيات مسابقة ويلهيمنيا الوطنية. تعاقدت معها مارلين زيتنر، التي كانت مديرة أعمال في نيويورك، كحكمة. وحصلت على دور مارا لويس في مسلسل "الضوء المرشد".

## روابط خارجية
- لورين ميهيو على موقع IMDb (الإنجليزية)
- لورين ميهيو على موقع ألو سيني (الفرنسية)
- لورين ميهيو على موقع ميوزك برينز (الإنجليزية)
- لورين ميهيو على موقع أول موفي (الإنجليزية)
- لورين ميهيو على موقع قاعدة بيانات الفيلم (الإنجليزية)
- لورين ميهيو على موقع ليتربوكسد (الإنجليزية)
- لورين ميهيو على موقع كينوبويسك (الروسية)

الموقع الرسمي

لورين ميهيو في قاعدة بيانات الأفلام على الإنترنت